# Obeliscul
Obeliscul este un film românesc din 2014 regizat de Ion Truică.